# 62 Андромеды
62 Андромеды (лат. 62 Andromedae), c Андромеды (лат. c Andromedae), HD 14212 — одиночная звезда в северной части созвездия Андромеды. 62 Andromedae — обозначение по системе Флемстида; обозначение по системе Байера — c Andromedae. Является достаточно яркой для наблюдения невооружённым глазом и имеет видимую звёздную величину 5,31. Основываясь на измерениях параллакса, сделанных во время миссии Gaia, было вычислено, что звезда находится на расстоянии примерно 273 световых лет (84 парсеков) от Земли. Звезда приближается к Земле с гелиоцентрической радиальной скоростью –30 км/с и, по прогнозам, приблизится на расстояние 144,6 световых лет через 1,6 миллиона лет.
Это звезда главной последовательности спектрального класса A (A0V), хотя Эбт и Моррел относят её к классу A1III, соответствующему более развитой звезде-гиганту. Масса звезды больше массы Солнца в 2,42 раза, радиус больше радиуса Солнца в 1,8 раза, и вращается с проецированной скоростью вращения 86 км/с. Излучение её фотосферы в 45 раз сильнее солнечного, а её эффективная температура равна 9572 K.